# Pseudaphidius nigrofacies
Pseudaphidius nigrofacies är en stekelart som först beskrevs av Quilis 1940.  Pseudaphidius nigrofacies ingår i släktet Pseudaphidius och familjen bracksteklar. Inga underarter finns listade i Catalogue of Life.